# Іван Массаге
Іван Массаге Орта (нар. 4 вересня 1976, Барселона, Іспанія) — іспанський актор .

## Біографія
У період з 1996 по 1999 рік він навчався в театральній школі «Ненсі Туньон» в Барселоні. Хоча він працював кілька років актором, його обличчя не стало відомим на телеекрані, до його інтерпретації «Джонні» в останній частині телесеріалу під назвою Siete vidas (Сім життів). Пізніше він грав Марко в «La Familia Mata» (Сім'я вбиває), а потім Бурбуха в успішному серіалі « Ель Барко» .
У 2006 грав у фільмі Лабіринт Фавна (El laberinto del fauno).
Він також є головним героєм іспанського фільму «Pancho, el perro millonario», сімейної комедії. Фільм вийшов 6 червня 2014 року. Того ж року він грав у La mujer de negro, режисера Еміліо Гутьєрреса Каби .
У 2013 грав у фільмі Епідемія.
Підтверджено його повернення на телебачення, після закінчення відомого серіалу «Ель Барко», оскільки він також буде головним героєм нового ситкома на каналі Куатро під назвою «Тренажерний зал Тоні», з Антонією Сан Хуан та Усуном Йоном, серед інших.
Він з'явився в третьому сезоні MasterChef Celebrity . Він був четвертим учасником, який вибув.

## Фільмографія

### Фільми
| Рік  | Назва                               | Персонаж                | Режисер                         |
| ---- | ----------------------------------- | ----------------------- | ------------------------------- |
| 2001 | Només per tu                        | Cambrer 1               | Jordi Cadena                    |
| 2002 | Mi casa es tu casa                  | Nacho                   | Miguel Álvarez                  |
| 2002 | Peor impossible, ¿qué puede fallar? | Pedro                   | David Blanco / José Semprún     |
| 2003 | Nudos                               | Antonio                 | Lluís María Guëll               |
| 2003 | Soldados de Salamina                | Quim Figueras (20 años) | David Trueba                    |
| 2003 | Las maletas de Tulse Luper          | Luper (joven)           | Peter Greenaway                 |
| 2004 | XXL                                 | Laski                   | Julio Sánchez Valdés            |
| 2004 | Entre vivir y soñar                 | Félix (joven)           | Alfonso Albacete / David Menkes |
| 2006 | El laberinto del fauno              | El Tarta                | Guillermo del Toro              |
| 2006 | Tu vida en 65'                      | Albert Castillo         | María Ripoll                    |
| 2007 | Presumptes implicats                | Berni                   | Enric Folch                     |
| 2007 | Déjate caer                         | Grabi                   | Jesús Ponce                     |
| 2013 | Los últimos días                    | Lucas                   | David Pastor / Álex Pastor      |
| 2014 | Kamikaze                            | Camilo                  | Álex Pina                       |
| 2014 | Pancho, el perro millonario         | Alberto                 | Tom Fernández                   |
| 2016 | Cerca de tu casa                    | Dani                    | Eduard Cortés                   |
| 2018 | El año de la plaga                  | Victor Negro            | C. Martín Ferrera               |
| 2019 | The Platform (El Hoyo)              | Goreng                  | Galder Gaztelu-Urrutia          |

### Нагороди
| Рік      | Назва    | Категорія       |
| -------- | -------- | --------------- |
| 2013 рік | OMGAward | Найкращий актор |